# Farmacia del Cinghiale
La Farmacia del Cinghiale è un esercizio storico di Firenze, situato nell'edificio detto palazzo dei Cavallereschi, in piazza del Mercato Nuovo 4r-5r.

## Storia e descrizione
Aperta nella prima metà del Settecento nel luogo dove già era una affermata spezieria, prendeva il nome dal celebre Cinghiale di Pietro Tacca, che originariamente si trovava proprio antistante, su questo lato della piazza. Sicuramente appare citata nel testo del medico fiorentino Antonio Nicola Branchi della Torre del 1752, quando elenca una serie di esperimenti chimici effettuati nel laboratorio della "Spezieria del Cinghiale" ). Fu forse grazie alle ricerche d'avanguardia qui svolte che il Brachi ottenne da Francesco Stefano di Lorena, nel 1757, l'incarico di aprire la prima scuola di chimica a Pisa.
Nell'Ottocento la farmacia fu nota anche come ritrovo di intellettuali, quali i letterati Aleardo Aleardi, Giovanni Prati, Edmondo De Amicis e Renato Fucini, quest'ultimo ricordato da una lapide posta all'interno. 
All'inizio del XX secolo la farmacia divenne fornitrice e fiduciaria del principe Vittorio Emanuele, conte di Torino, potendosi fregiare dello scudetto dei Savoia che ancora compare nelle vetrate della porta. 
La farmacia ha subito nel tempo vari trasformazioni e adeguamenti, anche per via dei danni causati dalle mine del 1944 e dall'alluvione del 1966. Tuttavia sopravvive una buona parte dell'arredo ad armadi ottocentesco e una bilancia pesapersone dei primi del Novecento, oltre alla mostra esterna in marmo bianco e verde. Nel locale attiguo, usato oggi come profumeria, erboristeria e farmacia omeopatica, si trova una decorazione ad affresco di Alvaro Baragli, coeva a quelle in alcuni edifici vicini rinati nel Dopoguerra.
Nella sala di vendita si trovano due lapidi. La prima è decicata al chimico Nicola Branchi:
| IN QUESTA SPEZIERIA DEL CINGHIALE IL DOTTO. ANTONIO NICOLA BRANCHI DELLA TORRE DAL 1757 AL 1801 PROFESSORE DI CHIMICA NELLA OISANA UNIVERSITÀ TENNE DURANTE GLI ANNI 1752-1753 UN CORSO DI ESPERIENZE CHIMICHE AD UN CIRCOLO DI AMICI |

La seconda è alla memoria di Renato Fucini:
| DI QUEST'ANTICA FARMACIA DEL PORCELLINO NEGLI ANNI DI FIRENZE CAPITALE ASILO E CENACOLO D'ELETTISSIMI INGEGNI LASCIò ARGUTA MEMORIA IN "ACQUA PASSATA" RENATO FUCINI "DEL BEL NUMERO UNO" |